# Mamuniyeh
Māmūniyeh (farsi مأمونیه) è il capoluogo dello shahrestān di Zarandiyeh, circoscrizione Centrale, nella provincia di Markazi in Iran. Aveva, nel 2006, una popolazione di 17.337 abitanti.